# Iolaphilus
Iolaphilus is een geslacht van vlinders van de familie Lycaenidae.

## Soorten
- I. aelianus (Staudinger, 1891)
- I. aequatorialis (Stempffer & Bennett, 1958)
- I. cottrelli (Stempffer & Bennett, 1958)
- I. dianae Heath, 1983
- I. henryi Stempffer, 1961
- I. ismenias (Klug, 1834)
- I. iturensis (Joicey & Talbot, 1921)
- I. iulus (Hewitson, 1869)
- I. kayonza (Stempffer & Bennett, 1958)
- I. lukabas (Druce, 1890)
- I. maritimus (Stempffer & Bennett, 1958)
- I. menas (Druce, 1890)
- I. montana Kielland, 1978
- I. ndolae (Stempffer & Bennett, 1958)
- I. pamelae Heath, 1983
- I. trimeni (Wallengren, 1875)
- I. vansomereni (Stempffer & Bennett, 1958)